# Campeonato Mundial de Esgrima de 1965
El XXXIII Campeonato Mundial de Esgrima se celebró en París (Francia) entre el 1 y el 12 de julio de 1965 bajo la organización de la Federación Internacional de Esgrima (FIE) y la Federación Francesa de Esgrima.

## Medallistas

### Masculino
| Evento              | Oro                                                                                | Plata | Bronce                                                                                        |
| ------------------- | ---------------------------------------------------------------------------------- | --- | --------------------------------------------------------------------------------------------- |
| Florete individual  | Jean-Claude Magnan Francia                                                         | Daniel Revenu Francia                                                                                     | Guerman Sveshnikov URSS                                                                       |
| Florete por equipos | Mark Midler Guerman Sveshnikov Yuri Rudov Viktor Putiatin Yuri Sisikin URSS        | Witold Woyda · Ryszard Kunze · Janusz Różycki · Adam Lisewski · Zbigniew Skrudlik · Polonia               | Jean-Claude Magnan Jacques Courtillat Daniel Revenu Pierre Rodocanachi Christian Noël Francia |
| Espada individual   | Zoltán Nemere · Hungría                                                            | Henry Hoskyns Reino Unido                                                                                 | Guram Kostava URSS                                                                            |
| Espada por equipos  | Yves Boissier Jacques Brodin Claude Bourquard Yves Dreyfus Jacques Guittet Francia | Nicholas Halsted Henry Hoskyns Peter Jacobs Allan Jay John Pelling Reino Unido                            | Vladímir Donin Bruno Jabárov Guram Kostava Grigori Kriss Alekséi Nikanchikov URSS             |
| Sable individual    | Jerzy Pawłowski · Polonia                                                          | Miklós Meszéna · Hungría                                                                                  | Zoltán Horváth · Hungría                                                                      |
| Sable por equipos   | Umiar Mavlijanov Mark Rakita Nugzar Asatiani Yakov Rylski Borís Mélnikov URSS      | Giampaolo Calanchini · Wladimiro Calarese · Pierluigi Chicca · Paolo Narduzzi · Cesare Salvadori · Italia | Claude Arabo Robert Fraisse Jacques Lefèvre Marcel Parent Jean Ramez Francia                  |

## Medallero
| Núm. | País        | Oro | Plata | Bronce | Total |
| ---- | ----------- | --- | ----- | ------ | ----- |
| 1    | URSS        | 4   | 0     | 4      | 8     |
| 2    | Francia     | 2   | 1     | 2      | 5     |
| 3    | Hungría     | 1   | 1     | 1      | 3     |
| 4    | Polonia     | 1   | 1     | 0      | 2     |
| 5    | Reino Unido | 0   | 2     | 0      | 2     |
| 5    | Rumania     | 0   | 2     | 0      | 2     |
| 7    | Italia      | 0   | 1     | 1      | 2     |
|      | TOTAL       | 8   | 8     | 8      | 24    |